# Ernest F. Hauser
Ernest F. Hauser (* 23. April 1920 in Wien; † 19. September 1993 in Paradise Valley, Arizona, USA) war im Zweiten Weltkrieg Soldat des Counter Intelligence Corps und anschließend Assistant Customer Relations Manager von Lockheed in Europa.

## Leben
First Lieutenant (später Captain) Ernest F. Hauser war der älteste Sohn des Universitätsprofessors Ernst Hauser (1896–1956) und dessen erster Frau, Susanne geb. Devrient, einer Tochter des Burgschauspielers Max Devrient. Seine Mutter starb bereits ein halbes Jahr nach seiner Geburt am 17. Dezember 1920 in Wien unter ungeklärten Umständen. Da Professor Ernst Hauser jüdischer Herkunft war, emigrierte die Familie in den 1930er Jahren in die USA. Nach dem Zweiten Weltkrieg war Ernest F. Hauser in Schongau stationiert. Er kannte Franz Josef Strauß seit dessen Zeit als Landrat im Landkreis Schongau. Als Strauß Verteidigungsminister war, fragte der schriftlich beim Lockheed-Vorstandsvorsitzenden Robert E. Gross Hauser als Vertreter an. Von 1961 bis 1964 war Hauser Vertreter für Lockheed in Europa. Strauß war 1948 Trauzeuge bei Hausers Hochzeit und 1963 Pate des Hauser-Kindes Ernest Alfred Franz Josef. Strauß erklärte, dass von Freundschaft mit dem US-Amerikaner aber keine Rede sein konnte. 1961 oder 1962 wurde von Lockheed eine Million Dollar auf das Konto von Fred C. Meuser eingezahlt. Dieser hat es nach eigenen Angaben nicht an Bernhard zur Lippe-Biesterfeld weitergereicht. Nach seiner Entlassung bei Lockheed 1964 erlitt er einen Herzinfarkt. Hauser wurde 1972 vom Bonner Landgericht wegen Untreue und Urkundenfälschung zu einem Jahr Gefängnis mit Bewährung verurteilt. Seit 1972 lebte Hauser in den USA. Die Zeitschrift Stern berichtete im Dezember 1975 über eine beeidete Aussage von Hauser, vor dem Senate subcommittee unter dem Vorsitz von Frank Church zur Akquisitionspraxis von Lockheed, dass Anfang der 1960er im Zusammenhang mit der Lockheed F-104-Beschaffung für die Bundeswehr mindestens zehn Millionen US-Dollar Schmiergeld an die CSU geflossen seien, und übergab sein Tagebuch aus jener Zeit mit entsprechenden Eintragungen.